# アグスティン・アニエヴァス
アグスティン・アニエヴァス（Agustin Anievas, 1934年 - ）はアメリカ合衆国のピアニスト。ショパン、リスト、ラフマニノフの専門家として知られる。

## 経歴
1952年に18歳で職業演奏家としてデビューを果たしてからジュリアード音楽学校に入学し、オルガ・サマロフとエドゥアルト・シュトイアーマンに師事して、1974年までに修士号を取得した。
1958年に第1回ミトロプーロス国際コンクールピアノ部門で優勝し、またベルギー・エリザベート王妃国際音楽コンクールで栄誉賞を受けた。その後はブルックリン大学付属音楽院の常任芸術家ならびに音楽学教授を務めた。